# Elecciones locales del Distrito Federal de México de 2012
Las Elecciones del Distrito Federal se llevaron a cabo el domingo 1 de julio de 2012, simultáneamente con las Elecciones presidenciales y en ellas fueron renovados los titulares de los siguientes cargos de elección popular del Distrito Federal:
- Jefe de Gobierno del Distrito Federal. Titular del Gobierno del Distrito Federal, con funciones intermedias entre un alcalde y el Gobernador de un estado, electo para un periodo de seis años no reelegibles en ningún caso. El candidato electo fue Miguel Ángel Mancera.
- 16 Jefes Delegacionales. Titulares de cada una de las Delegaciones Políticas, equivalentes a los Municipios en el Distrito Federal.
- 66 Diputados al Asamblea Legislativa. 40 elegidos por mayoría relativa en cada uno de los Distritos Electorales y 26 electos por el principio de Representación proporcional mediante un sistema de listas.

En esta elección por primera vez los capitalinos radicados en el extranjero pudieron votar.

## Antecedentes

### Elecciones internas de los partidos

#### Partido Acción Nacional
El 10 de febrero de 2011, el delegado de Miguel Hidalgo, Demetrio Sodi de la Tijera, se mencionó como posible candidato al GDF. El director de la Comisión Nacional del Agua, José Luis Luege Tamargo el día 7 de abril de 2011, hizo lo propio al anunciar sus aspiraciones. Otros aspirantes del panismo son Mariana Gómez del Campo, coordinadora panista en la Asamblea Legislativa del Distrito Federal y Carlos Orvañanos Rea, delegado de Cuajimalpa.
También es posible candidata la actual diputada federal y presidenta de la comisión del Distrito Federal, Gabriela Cuevas

#### Partido Revolucionario Institucional
Por parte del Revolucionario Institucional los candidatos que alzaron la mano para buscar la candidatura la exdirigente nacional del PRI y exgobernadora de Tlaxcala, Beatriz Paredes Rangel, la senadora María de los Ángeles Moreno, el diputado federal Cuauhtémoc Gutiérrez de la Torre y Tonatiuh Gonzalez Case.Al final, Beatriz Paredes fue seleccionada por el priísmo de la ciudad gracias a su “aceptación y popularidad” reflejada en las encuestas y el permiso de Peña Nieto.

#### Partido de la Revolución Democrática
A más de un año y medio del día de la elección, se destaparon los nombres de la presidenta de la Comisión de Gobierno de la Asamblea Legislativa del Distrito Federal, Alejandra Barrales, y del Secretario de Desarrollo Social del Gobierno de la Ciudad de México, Martí Batres Guadarrama, como posibles sucesores del Jefe de Gobierno del Distrito Federal. A la lista de posibles precandidatos se han sumado: Laura Velázquez Alzúa, Ex Secretaria de Desarrollo Económico del GDF, quien el 17 de febrero de 2011 renunció a su cargo en busca de la precandidatura; el Secretario de Turismo capitalino Alejandro Rojas Díaz Durán; el Secretario de Educación del GDF, Mario Delgado Carrillo; el diputado federal Gerardo Fernández Noroña y el senador Carlos Navarrete Ruiz. El procurador capitalino Miguel Ángel Mancera mostró su interés por el gobierno del Distrito Federal.

#### Partido del Trabajo
Por su parte, el PT destapó al senador Ricardo Monreal Ávila como posible contendiente. El 28 de octubre de 2011, el diputado del PT Porfirio Muñoz Ledo hizo claras sus intenciones por relevar a Marcelo Ebrard en el 2012.

## Desarrollo
La jornada electoral del 1 de julio de 2012 inició a las 8:00 de aquel día, terminando a las 19:48 al momento de cerrar la última casilla de las 12,383 que instaló el Instituto Electoral del Distrito Federal. El Instituto estableció una participación del 67.24% de los votantes registrados, esto es el equivalente a 4,768,926 votos emitidos. Las primeras casillas comenzaron a cerrar a las 18:00, cuando también comenzaron a liberarse encuestas de salida que comenzaron a marcar una tendencia favorable de alrededor del 60% para Miguel Mancera y que una hora después se consideró irreversible, lo que llevó a la candidata Beatriz Paredes a reconocer su derrota alrededor de las 19:00 y media hora después hizo lo propio Isabel Miranda. El Instituto solo reportó incidentes menores respecto a la instalación de casillas.

## Resultados electorales

### Resultados Federales: Presidente
Los resultados en la elección de Presidente de la República, en el Distrito Federal fueron los siguientes:
|  | 17.39 % |

|  | 25.92 % |

|  | 52.93 % |

|  | 1.79 % |

### Jefes Delegacionales

#### Por partido político

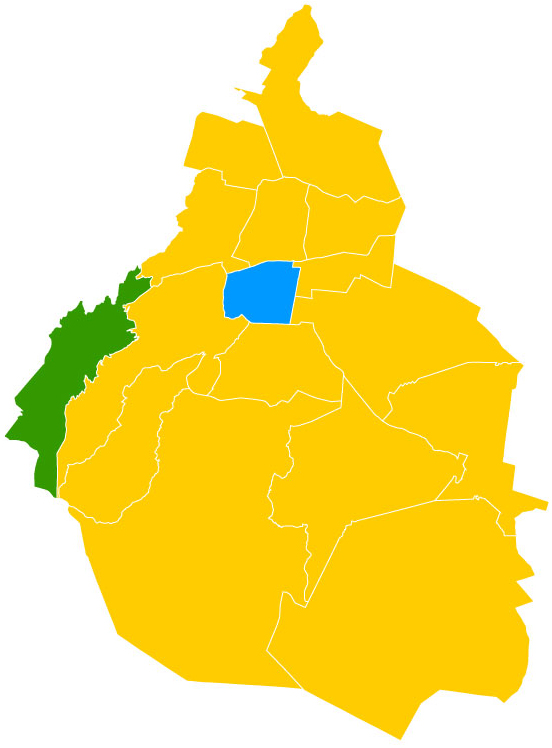
Azul: Delegaciones ganadas por el PAN.
Amarillo: Delegaciones ganadas por el PRD/PT/MC.
Verde: Delegaciones ganadas por el PRI/PVEM.

Resultados por distrito local.

| Partido                                          | Partido                                               | Total |
| ------------------------------------------------ | ----------------------------------------------------- | ----- |
|                                                  | Movimiento Progresista (PRD PT, Movimiento Ciudadano) | 14    |
|                                                  | Partido Acción Nacional                               | 1     |
|                                                  | Compromiso por México (PRI y PVEM)                    | 1     |
| Total                                            | Total                                                 | 16    |
| Fuente: Instituto Electoral del Distrito Federal |                                                       |       |

#### Álvaro Obregón
La delegación es conservada por el PRD.
|  | 25.28 % |

|  | 19.56 % |

|  | 49.93 % |

|  | 2.33 % |

|  | 2.89 % |

|  | 100.00 % |

#### Azcapotzalco
|  | 20.25 % |

|  | 24.30 % |

|  | 50.05 % |

|  | 2.97 % |

|  | 2.43 % |

|  | 100.00 % |

#### Benito Juárez
La delegación fue conservada por el PAN, sin embargo la mínima diferencia entre el primer y segundo lugar -alrededor de 500 votos- causó la impugnación del último. El triunfo fue revalidado para el PAN
|  | 39.63 % |

|  | 17.03 % |

|  | 39.42 % |

|  | 1.53 % |

|  | 2.38 % |

|  | 100.00 % |

#### Coyoacán
|  | 25.12 % |

|  | 16.98 % |

|  | 53.20 % |

|  | 1.96 % |

|  | 2.74 % |

|  | 100.00 % |

#### Cuajimalpa de Morelos
El PRI-PVEM arrebató la delegación al PAN. Fue impugnada por el PRD-PT-MC pero no procedió 
|  | 22.98 % |

|  | 36.93 % |

|  | 35.68 % |

|  | 1.78 % |

|  | 2.63 % |

|  | 100.00 % |

#### Cuauhtémoc
|  | 16.28 % |

|  | 25.52 % |

|  | 52.85 % |

|  | 2.55 % |

|  | 2.79 % |

|  | 100.00 % |

#### Gustavo A. Madero
|  | 15.12 % |

|  | 20.98 % |

|  | 58.63 % |

|  | 2.62 % |

|  | 2.65 % |

|  | 100.00 % |

#### Iztacalco
|  | 12.14 % |

|  | 28.83 % |

|  | 53.76 % |

|  | 2.47 % |

|  | 2.80 % |

|  | 100.00 % |

#### Iztapalapa
|  | 10.25 % |

|  | 20.17 % |

|  | 64.11 % |

|  | 2.83 % |

|  | 2.64 % |

|  | 100.00 % |

#### La Magdalena Contreras
|  | 13.22 % |

|  | 30.59 % |

|  | 50.91 % |

|  | 2.17 % |

|  | 3.11 % |

|  | 100.00 % |

#### Miguel Hidalgo
El PRD desalojó del poder al PAN, que llevaba 12 años gobernando en Miguel Hidalgo.
|  | 33.06 % |

|  | 19.09 % |

|  | 44.17 % |

|  | 1.45 % |

|  | 2.23 % |

|  | 100.00 % |

#### Milpa Alta
|  | 6.65 % |

|  | 39.64 % |

|  | 47.91 % |

|  | 3.35 % |

|  | 2.46 % |

|  | 100.00 % |

#### Tláhuac
|  | 12.61 % |

|  | 29.72 % |

|  | 49.43 % |

|  | 5.40 % |

|  | 2.84 % |

|  | 100.00 % |

#### Tlalpan
|  | 18.80 % |

|  | 15.35 % |

|  | 56.77 % |

|  | 2.05 % |

|  | 2.24 % |

|  | 4.79 % |

|  | 100.00 % |

#### Venustiano Carranza
|  | 10.82 % |

|  | 23.14 % |

|  | 61.16 % |

|  | 2.36 % |

|  | 2.52 % |

|  | 100.00 % |

#### Xochimilco
|  | 13.16 % |

|  | 20.14 % |

|  | 57.03 % |

|  | 3.04 % |

|  | 6.63 % |

|  | 100.00 % |

### Diputados

#### Por partido político
| Partido | Partido                                                | Diputados Mayoría relativa | Diputados Rep. Proporcional | Total |
| ------- | ------------------------------------------------------ | -------------------------- | --------------------------- | ----- |
|         | Movimiento Progresista (PRD, PT, Movimiento Ciudadano) | 38                         | 0                           | 38    |
|         | Partido Acción Nacional                                | 2                          | 11                          | 13    |
|         | Partido Revolucionario Institucional                   | 0                          | 9                           | 9     |
|         | Partido Verde Ecologista de México                     | 0                          | 2                           | 2     |
|         | Nueva Alianza                                          | 0                          | 2                           | 2     |
|         | Movimiento Ciudadano                                   | 0                          | 2                           | 2     |
| Total   | Total                                                  | 40                         | 26                          | 66    |

#### Diputados Electos por el principio de Mayoría Relativa
| Distrito                                          | Diputado                       | Partido / Alianza | Distrito | Diputado                          | Partido / Alianza |
| ------------------------------------------------- | ------------------------------ | ----------------- | -------- | --------------------------------- | ----------------- |
| I                                                 | José Alberto Martínez Urincho  |                   | XXI      | Jorge Agustín Zepeda Cruz         |                   |
| II                                                | Genaro Cervantes Vega          |                   | XXII     | Jesús Cuauhtémoc Velasco Oliva    |                   |
| III                                               | Antonio Padierna Luna          |                   | XXIII    | Daniel Ordóñez Hernández          |                   |
| IV                                                | Víctor Hugo Lobo Román         |                   | XXIV     | Efraín Morales López              |                   |
| V                                                 | Vidal Llerenas Morales         |                   | XXV      | Polimnia Romana Sierra Bárcena    |                   |
| VI                                                | Adrián Michel Espino           |                   | XXVI     | Arturo Santana Alfaro             |                   |
| VII                                               | Rocío Sánchez Pérez            |                   | XXVII    | Diego Raúl Martínez García        |                   |
| VIII                                              | Yuriri Ayala Zúñiga            |                   | XXVIII   | Ernestina Godoy Ramos             |                   |
| IX                                                | Evaristo Roberto Candia Ortega |                   | XXIX     | Gabriel Antonio Godínez Jiménez   |                   |
| X                                                 | Agustín Torres Pérez           |                   | XXX      | Manuel Alejandro Robles Gómez     |                   |
| XI                                                | Esthela Damián Peralta         |                   | XXXI     | Ariadna Montiel Reyes             |                   |
| XII                                               | Alejandro Rafael Piña Medina   |                   | XXXII    | Jerónimo Alejandro Ojeda Anguiano |                   |
| XIII                                              | Lucila Estela Hernández        |                   | XXXIII   | Claudia Guadalupe Cortes Quiroz   |                   |
| XIV                                               | María Gabriela Salido Magos    |                   | XXXIV    | Carmen Antuna Cruz                |                   |
| XV                                                | Miriam Saldaña Chairez         |                   | XXXV     | Rubén Escamilla Salinas           |                   |
| XVI                                               | Manuel Granados Cavarrubias    |                   | XXXVI    | María Angelina Hernández Solís    |                   |
| XVII                                              | Cipactli Dinorah Pizano Osorio |                   | XXXVII   | Héctor Hugo Hernández Rodríguez   |                   |
| XVIII                                             | Eduardo Santillán Pérez        |                   | XXXVIII  | Rodolfo Ondarza Rovira            |                   |
| XIX                                               | Dione Anguiano Flores          |                   | XXXIX    | Ana Julia Hernández Pérez         |                   |
| XX                                                | Federico Döring Casar          |                   | XL       | Carlos Hernández Mirón            |                   |
| Fuente: Instituto Electoral del Distrito Federal. |                                |                   |          |                                   |                   |

#### Diputados Electos por el principio de Representación Proporcional
| Nombre                                   | Partido |
| Laura Ballesteros Mancilla               |         |
| Christian Damián von Roehrich de la Isla |         |
| Santiago Taboada Cortina                 |         |
| Isabel Priscila Vera Hernández           |         |
| Andrés Sánchez Miranda                   |         |
| Héctor Saúl Téllez Hernández             |         |
| Orlando Anaya González                   |         |
| Gabriel Gómez del Campo Gurza            |         |
| Olivia Garza de los Santos               |         |
| Edgar Borja Rangel                       |         |
| César Daniel González Madruga            |         |
| María de los Ángeles Moreno Uriegas      |         |
| Karla Valeria Gómez Blancas              |         |
| Armando Tonatiuh González Case           |         |
| José Fernando Mercado Guaida             |         |
| Marco Antonio García Ayala               |         |
| Rubén Erik Alejandro Jiménez Hernández   |         |
| Fernando Espino Arévalo                  |         |
| Alejandro Zapotitla Fierro               |         |
| María Alejandra Barrios Richard          |         |
| Jesús Sesma Suárez                       |         |
| Samuel Rodríguez Torres                  |         |
| Óscar Octavio Moguel Ballado             |         |
| Bertha Alicia Cardona                    |         |
| Jorge Gaviño Ambriz                      |         |
| Rosalio Alfredo Pineda Silva             |         |
| Fuente: IEDF.                            |         |